# Équipe d'Argentine de hockey sur gazon
Cet article traite de l'équipe masculine. Pour l'équipe féminine, voir Équipe d'Argentine féminine de hockey sur gazon.
Maillots
L'équipe d'Argentine de hockey sur gazon est l'équipe nationale qui représente l'Argentine  lors des compétitions internationales masculines de hockey sur gazon, sous l'égide de la Confédération argentine de hockey sur gazon. Elle consiste en une sélection des meilleurs joueurs argentins.

## Résultats

### Palmarès
Le tableau suivant liste le palmarès de l'équipe d'Argentine de hockey sur gazon dans les différentes compétitions internationales officielles.
| Jeux olympiques                                            | Compétitions mondiales                                                                                                 | Compétitions continentales | Anciennes compétitions |
| ---------------------------------------------------------- | --- | --- | --- |
| - Jeux olympiques (13 participations) : - Vainqueur : 2016 | - Coupe du monde (14 participations) : - 3e place : 2014 - Ligue mondiale (3 participations) : - Finaliste : 2016-2017 | - Jeux panaméricains (15 participations) : - Vainqueur : 1967, 1971, 1975, 1979, 1991, 1995, 2003, 2011, 2015, 2019 et 2023 - Finaliste : 1983, 1987, 1999 et 2007 - Coupe des Amériques (6 participations) : - Vainqueur : 2004, 2013, 2017 et 2022 - 3e place : 2000 et 2009 - Jeux sud-américains (4 participations) : - Vainqueur : 2006, 2014, 2018 et 2022 | - Champions Trophy (6 participations) : - 3e place : 2008 - Champions Challenge (6 participations) : - Vainqueur : 2005, 2007 et 2012 - 3e place : 2001 |

### Parcours aux Jeux olympiques d'été
| Année          | Position          |      | Année              | Position |                    | Année | Position             |  | Année | Position |
| De 1908 à 1936 | Non inscrit       | 1968 | Premier tour (14e) | 1992     | Premier tour (11e) | 2016  | Vainqueur            |  |       |          |
| 1948           | Premier tour (5e) | 1972 | Premier tour (13e) | 1996     | Premier tour (9e)  | 2020  | Quart de finale (7e) |  |       |          |
| 1952           | Non qualifié      | 1976 | Premier tour (11e) | 2000     | Premier tour (7e)  | 2024  | Quart de finale (8e) |  |       |          |
| 1956           | Non qualifié      | 1980 | Boycott            | 2004     | Premier tour (11e) |       |                      |  |       |          |
| 1960           | Non qualifié      | 1984 | Non qualifié       | 2008     | Non qualifié       |       |                      |  |       |          |
| 1964           | Non qualifié      | 1988 | Premier tour (7e)  | 2012     | Premier tour (10e) |       |                      |  |       |          |

### Parcours en Coupe du monde
En 2018, l'équipe argentine s'est qualifiée à treize reprises sur quatorze possibles pour la phase finale de la Coupe du monde. L'Argentine réalise sa meilleure performance en prenant la troisième place en 2014 grâce à sa victoire face à l'Angleterre (2-0) après sa défaite en demi-finale face à l'Australie (5-1).
La sélection manque pour la première et unique fois la qualification en 1998, après huit campagnes successives couronnées par une présence en phase finale. Cet échec reste toutefois que ponctuel puisque, dès 2002, l'Argentine retrouve sa place en phase finale.
| Année | Position           |      | Année             | Position |                         | Année | Position |
| 1971  | Premier tour (9e)  | 1990 | Premier tour (9e) | 2014     | Troisième               |       |          |
| 1973  | Premier tour (9e)  | 1994 | Premier tour (7e) | 2018     | Quart de finale (7e)    |       |          |
| 1975  | Premier tour (11e) | 1998 | Non qualifié      | 2023     | Huitième de finale (9e) |       |          |
| 1978  | Premier tour (7e)  | 2002 | Premier tour (5e) |          |                         |       |          |
| 1982  | Premier tour (12e) | 2006 | Premier tour (9e) |          |                         |       |          |
| 1986  | Premier tour (5e)  | 2010 | Premier tour (7e) |          |                         |       |          |

### Parcours aux Jeux panaméricains
| Année | Position  |      | Année     | Position |           | Année | Position  |  | Année | Position |
| 1967  | Vainqueur | 1983 | Finaliste | 1999     | Finaliste | 2015  | Vainqueur |  |       |          |
| 1971  | Vainqueur | 1987 | Finaliste | 2003     | Vainqueur | 2019  | Vainqueur |  |       |          |
| 1975  | Vainqueur | 1991 | Vainqueur | 2007     | Finaliste | 2023  | Vainqueur |  |       |          |
| 1979  | Vainqueur | 1995 | Vainqueur | 2011     | Vainqueur |       |           |  |       |          |